# Callerebia modesta
Callerebia modesta är en fjärilsart som beskrevs av Moore 1883. Callerebia modesta ingår i släktet Callerebia och familjen praktfjärilar. Inga underarter finns listade i Catalogue of Life.